# 小格盧姆恰
50°56′13″N 27°37′7″E / 50.93694°N 27.61861°E
小格盧姆恰（烏克蘭語：Мала Глумча），是烏克蘭北部的村莊，隸屬日托米爾州的茲維亞赫爾區。該村始建於1577年，面積2.38平方公里，海拔高度197米，2001年人口742，人口密度每平方公里312.03人。